# (6705) Rinaketty
(6705) Rinaketty ist ein Asteroid des Hauptgürtels, der am 2. September 1988 vom belgischen Astronomen Henri Debehogne (1928–2007) am La-Silla-Observatorium (Sternwarten-Code 809) der Europäischen Südsternwarte in Chile entdeckt wurde.
Der Asteroid wurde am 13. April 2006 nach der italienischstämmigen französischen Chansonsängerin Rina Ketty (1911–1996) benannt, die 1938 und 1939 mit den Titeln Sombreros et Mantilles und J'attendrai (dt.: „Ich werde warten“) des italienischen Komponisten Dino Olivieri zwei große Erfolge erzielte.